# Vilhelm Scharp
Johan Vilhelm Scharp, född 13 juli 1896 i Stockholm, död 19 juli 1978, var en svensk litteraturvetare och historiker.

## Biografi
Scharp var son till läkaren Wilhelm Scharp och Johanna Müntzing. Redan som tioåring skrevs Scharp in vid Lundsbergs skola på grund av föräldrarnas skilsmässa. Han studerade nordiska språk, filosofi, religionshistoria, litteraturvetenskap och historia vid Uppsala universitet 1915–1922. Under sin studietid blev han vän med Herbert Tingsten, Karin Boye och Leif Kihlberg. Han ingick i gruppen kring tidskriften Spektrum, och rörde sig i litterära och intellektuella kretsar i både Sverige och Berlin.   
1927–28 var Scharp lärare vid Sofi Almquists samskola och Beskowska skolan i Stockholm, och därefter lektor i svenska språket vid Friedrich Wilhelmsuniversitetet i Berlin. Hösten 1933 sades han upp från denna tjänst, eftersom Hermann Göring ville se den svenske nazisten Malte Welin som lektor i Scharps ställe. Efter protester drogs dock utnämningen tillbaka, och Scharp fick behålla lektorstjänsten till 1936. Han var därefter verksam som vikarierande adjunkt vid olika Stockholmsläroverk, och sedan vid Sveaplans läroverk från 1939 till 1962.
Under andra världskriget var Scharp aktiv i de antinazistiska sammanslutningarna Tisdagsklubben och Nordens frihet. Efter kriget arbetade han för demokratiseringen av det besegrade Tyskland och med att sprida kunskap om nazismen i Sverige, bland annat som medlem i Samarbetsnämnden för demokratiskt uppbyggnadsarbete (SDU). Från dess grundande 1945 till 1950 var han ledamot av Svenska institutets ledning, och innan och efter kriget var han verksam som sakkunnig i flera statliga utredningar. Scharp skrev också kåserier på Dagens Nyheters Namn och Nytt-sida, under pseudonymen Peter Schlemihl.
Från 1944 var Scharp gift med Isabel Neuburger (född 1906).Tillsammans fick de en dotter, Lena (född 1945).  